# Empresa Nacional de Energía Eléctrica
La Empresa Nacional de Energía Eléctrica, conocida como la ENEE, es un organismo autónomo responsable de la producción, transmisión, distribución y comercialización de energía eléctrica en Honduras. Fue fundada el 20 de febrero de 1957, bajo la administración de la Junta Militar de Honduras 1956-1957.

## ENEE en cifras
- Empleados: 530 personas.
- La ENEE brinda servicios a 1,4 millón de Hogares y 1 millón de clientes comerciales.
- La ENEE cubre el 69% de la demanda de electricidad de Honduras [cita requerida].

## Historia
La empresa fue creada el 20 de febrero de 1957 como un organismo autónomo con personería, capacidad jurídica y patrimonio propios, de duración indefinida, que se llamara EMPRESA NACIONAL DE ENERGIA ELECTRICA (ENEE).
La Empresa Nacional de Energía Eléctrica tendrá por objeto promover el desarrollo de la electrificación del país.
La ENEE es responsable de la producción, transmisión, distribución y comercialización de la energía eléctrica en Honduras.
Su primer proyecto a gran escala fue la primera planta de producción de energía eléctrica, "Cañaveral", la que incluyó la construcción de líneas de transmisión y subestaciones para poder distribuir a los consumidores la energía generada en la planta.
El así llamado Sistema Interconexión Nacional continuó expandiéndose hasta llegar a las principales regiones del país.
En 1985 comenzó a funcionar la Central Hidroeléctrica Francisco Morazán conocida como "El Cajón" que tuvo un costo de 537 millones de euros (US$ 775 millones de dólares) en 1985, ajustados a la inflación corresponden a US$ 1,785 millones de dólares de 2014 o 35 mil millones de Lempiras.

### Proyectos hidroeléctricos
En Honduras se ha planificado la construcción de proyectos hidroeléctricos desde mediados del siglo XX, de los cuales se han construido los siguientes:
- Central Hidroeléctrica Francisco Morazán (Produce 300 megavatios.
- Río Lindo (ENEE)
- Cañaveral (ENEE)
- Níspero (ENEE)
- Santa María Real, dejó de operar en 1988 (ENEE)
- El Coyolar, inició a operar en 2001 (ENEE)
- Nacaome, inició a operar en 2002 (ENEE)
- Zacapa, inició a operar en 2001 (Privada)
- La Nieve (Privada)

Además se planea la construcción de nuevos proyectos:
- Patuca I (270 MW)
- Patuca II (150 MW)
- Patuca III (104 MW)

### Demanda energética y capacidad instalada
En 2014 la demanda energética en Honduras fue de entre 1275 y 1375 megavatios cada hora, por lo que la empresa cubre aproximadamente el 60 % de la demanda de energía, el resto es cubierto por empresas privadas y mediante importaciones de energía.
Debido al bajo nivel de construcción de proyectos energéticos en Honduras la capacidad de producción energética se ha estancado mientras la demanda energética continúa creciendo, esto ha llevado a la ENEE a sufrir un déficit fiscal y a la nación a sufrir apagones debido a la baja producción de energía y a las irregularidades de los procesos de compra de energía del estado de Honduras al sistema centroamericano.

### Conexión al Sistema de Interconexión Eléctrica de los Países de América Central
Honduras se conectó al Sistema de Interconexión Eléctrica de los Países de América Central en 2014 con lo que desde entonces puede comprar y vender energía a mejores precios a los países de América Central desde Panamá hasta Guatemala y Estados Unidos. Para esto Honduras cuenta con 275 kilómetros de líneas conectadas al SIECA. En marzo de 2014 Honduras conectó su segunda planta de transmisión al sistema.

### Apagones de 2014
Contrario a lo que se esperaba que sucediera con la conexión de Honduras al Sistema de Interconexión Eléctrica de los Países de América Central en 2014, en lugar de tener mayor capacidad de transmisión, se han dado varios apagones generalizados en todo el país debido a la baja producción en las diferentes plantas productoras para suplir los 1400 megavatios por hora consumidos en horas pico y a la incapacidad de las plantas transformadoras debido a su cantidad insuficiente. Por lo que el gobierno estableció apagones entre 6 y 8 a. m. y 12 y 2 p. m. además de apagones sin previo aviso, lo que está danando a las fábricas, maquilas, talleres, a la industria turística, centros comerciales, hospitales y a muchos restaurantes debido a que aun pagando energía para sus maginas, alumbrado y refrigeradoras, esta no les llega de parte de la ENEE, quien les ha garantizado este acceso.
La mayor planta transformadora de energía se encuentra localizada en Amarateca con capacidad para transformar 200 millones de aperios y suplir 200 megavatios de energía. Las dos plantas restantes se localizan en Tegucigalpa, La subestación Santa Fe y la planta Miraflores.
Para solucionar el problema de los apagones Honduras comprara combustible a Colombia, importando 337 mil barriles de búnker en un buque de carga cada 23 días, para que la empresa LUFUSA genere 320 megavatios por hora. Para esto el buque Overseas transporto 337 mil barriles de búnker desde Colombia transportados por el canal de Panamá, pero se descargaron 100 mil barriles en Panamá debido a la poca profundidad del canal. De esta forma llegaron 227 mil barriles a San Lorenzo por mar y 100 mil barriles por tierra. El precio del barril del búnker es de 55 dólares por barril, por lo que cada 23 días se le pagara a Colombia 18 millones de dólares (389 millones de Lempiras) por cada barco con 337 mil barriles de búnker. Aun comprando búnker cada 23 días los apagones continuaron y continuaran durante varios meses debido a la incapacidad de las plantas de transmisión, por aun gastando 400 millones de Lempiras cada 23 días el problema continua igual y se distribuye la misma cantidad de energía que antes de la compra de combustible a Colombia y en donde la tarifa subirá de 2.50 Lempiras el kilovatio a 5.25 Lempiras el kilovatio.

## Finanzas
Honduras cuenta con un presupuesto para 2014 de 27 mil millones de lempiras. Desde que la ENEE migro su matriz energética hacia energía basada en carburantes compradas a empresas privadas comenzó a perder capital; en 2014 sus pérdidas ascendían a 2,388 millones de lempiras.

### Presupuesto
La ENEE tiene un presupuesto de 27 mil millones de Lempiras en 2014, del cual 20 mil millones se destinó a la compra de energía a empresas privadas nacionales y extranjeras.
Durante varios años se ha gastado el 90 % del presupuesto de la ENEE (24 mil millones de Lempiras) en compras de energía térmica a empresarios privados, principalmente al grupo Terra de Fredy Nasser, nuero de Miguel Facussé Barjum.

### Ingresos
Los ingresos de la ENEE provienen de los pagos de sus abonados residenciales, comerciales e industriales; además del soporte financiero del gobierno y la banca.

### Egresos
Los egresos eran destinados en un 90 % a la compra de energía a empresas privadas dejando solamente un 10 % para el pago de salarios, mantenimiento e inversiones en centrales eléctrica y plantas transformadoras de energía.
Honduras compra energía a Guatemala a precios entre 21 y 22 centavos de dólar por kilovatio hora.

### Deudas
La deuda de la ENEE con generadores privados ascendió en agosto de 2014 a la cantidad de 10 mil millones de Lempiras (500 millones de US $), lo que equivale al 37 % de su presupuesto para 2014. El sector privado suple alrededor de 1.3 Gigavatios. Un mes antes renunció su gerente Emil Hawit, quien fue sustituido por Roberto Ordóñez

## Compañías Privadas Productoras de Energía
- Lufussa
- EMCE
- ENERSA
- DESA

En el primer trimestre de 2015 La ENEE adquirió una deuda extra con los productores de energía privada de 1,651 millones de Lempiras para un total de 8,699 millones de Lempiras en deuda a las empresas privadas, lo que representa el 5 % del del gobierno en 2015.